# Dorothy y el Mago de Oz
Dorothy y el Mago de Oz es una serie animada basada en el libro de L. Frank Baum y en la película de 1939.

## Trama
Después de que el agua derritiera a la Bruja Malvada del Oeste, la Reina Ozma nombró a Dorothy Gale como Princesa de Ciudad Esmeralda. Con los pies bien puestos en sus zapatos color rubí, Dorothy enfrenta sus deberes de la realeza con entusiasmo, valentía y la energía de una niña de campo. Y se trate de magia, de pequeñines, de monos voladores o de su archienemiga Wilhelmina, la malvada bruja en entrenamiento y sobrina de las Malvadas Brujas del Oeste y Este, Dorothy está siempre lista para encontrar y ponerle fin a cualquier problema que se interponga en el camino de Oz. Algunos amigos conocidos acompañan a Dorothy en sus aventuras: León, cuya valentía recientemente adquirida sigue siendo fugaz; el Hombre de Hojalata, que está descubriendo las emociones que trae un corazón nuevo; el Espantapájaros, que está estrenando cerebro; y, por supuesto, su perrito Toto. Con sus nuevos amigos a su lado y sus zapatos color rubí en los pies, Dorothy sigue el camino amarillo hacia travesuras mágicas y se embarca en aventuras emocionantes que solamente una tierra como Oz puede dar.
Al comienzo de la segunda temporada, el Mago de Oz termina de regreso en Oz después de verse envuelto en otro tornado. Ahora que finalmente ha regresado, planea convertirse en un verdadero mago obteniendo poderes mágicos reales. Cuando se entera de que el espíritu de la Bruja Malvada está atrapado en su bola de cristal, decide ayudar a resucitarla a cambio de poderes (sin saber que se necesitan años para obtener poderes), pero fracasó y Dorothy resucita accidentalmente a la Bruja Malvada sin poderes. Independientemente del resultado, esto pone a la Tierra de Oz en grave peligro ahora.

## Personajes

### Principales
- Dorothy Gale (voz de Kari Wahlgren): Ahora, ella vive en Oz y es la nueva Princesa de Ciudad Esmeralda. Amistosa y amable, Dorothy siempre está dispuesta a ayudar a sus amigos, presentar a los ozianos a la aduana de Kansas y luchar contra todos los males en Oz.
- Toto: El perro mascota y mejor amigo de Dorothy.
- El León Cobarde (voz de Jess Harnell): Ahora es el rey de la jungla no tan audaz.
- Hombre de Hojalata (voz por J.P. Karliak): Finalmente ha conseguido su corazón, pero también le proporciona a la pandilla elementos útiles contenidos dentro de él.
- Espantapájaros (voz por Bill Fagerbakke): Ahora que tiene cerebro, finalmente puede ayudar a proporcionar información útil a sus amigos cuando se va de aventuras.
- Reina Ozma (voz por Kari Wahlgren): La Reina de Ciudad Esmeralda y la nueva mejor amiga de Dorothy. Antiguamente atrapada por el Rey Nomo, Dorothy rescató a Ozma y ella tomó su legítimo lugar como reina.
- Glinda la Buena (voz por Grey Griffin): La Bruja Buena del Sur y aliada de Dorothy.
- Mago de Oz: El exgobernante de Oz cuando Ozma no estaba. Más tarde regresó a Oz en la segunda temporada para convertirse en un mago real.

### Villanos
- Wilhemina (voz por Jessica DiCicco): La sobrina mimada y malcriada de la Malvada Bruja del Oeste. Ella siempre está planeando robar las zapatillas de rubí de Dorothy Gale con la ayuda de sus monos voladores, Frank y Lyman, para que pueda resucitar a su malvadas tías y así dominar el mundo.
- Frank (voz por Steve Blum): El más grande de los dos monos voladores, Frank es más calmado y recogido que Lyman, y a menudo se cansa de la personalidad molesta del mono más pequeño. Junto con Lyman, llevan el nombre del creador de las historias de OZ, L. Frank Baum.
- Lyman (voz por Jess Harnell): El más pequeño de los dos, Lyman es hiperactivo y no particularmente conocido por su inteligencia, pero adora a Wilhelmina y considera que él y Frank son sus mejores amigos. Él junto con Frank llevan el nombre del creador de las historias de OZ, L. Frank Baum.
- Bruja Mala del Oeste (voz por Laraine Newman): La malvada tía de Wilhelmina y la hermana de su otra tía, la Malvada Bruja del Este, que está tratando de conseguir que su sobrina robe las zapatillas, para que ella y su hermana puedan resucitar y tomar el control del mundo.
- El Rey Nomo (voz por J.P. Karliak) - Gobernante del Reino Nomo que desea hacerse cargo de Oz. Como en los libros, le tiene miedo a los huevos y las gallinas.
- Kaliko (voz por Bill Fagerbakke): Uno de los secuaces del Rey Nomo.
- Los Rodadores/Rodantes: Hombres indefensos con ruedas en lugar de manos y pies. Piensan que son dueños del camino de ladrillos amarillos y a veces atropellan a quienes se crucen en el camino. Hacen viento con su velocidad.
- Melinda la Mala (voz por Grey Griffin): La malvada hermana gemela de Glinda la Buena que desea apoderarse de Pequeñilandia.
- Sassy (voz por Laraine Newman): Una lagartija antropomórfica y la asistente de Melinda. Tiene un apetito por moscas.

### Aliados
- Woozy (voz por J. P. Karliak): Una gran criatura peluda que dispara rayos láser desde sus ojos cuando oye susurros.
- Alcalde de Pequeñilandia (voz por Bill Fagerbakke)
- Billina: Una gallina roja. La mascota del Hombre de Hojalata.
- Larry Chigglewitz (voz por J.P. Karliak): Un hombre hecho de piezas de rompecabezas.
- Kalidah (voz por Steve Blum)
- Ojo (voz por Kari Wahlgren):
- Tigre Hambriento (voz por Bill Fagerbakke): Un amigo del León Cobarde.
- Yak Yakity Yak (voz por Steven Blum)
- La Niña de los Parches (voz por Jessica DiCicco): Una muñeca de trapo de tamaño humano que es el interés amoroso de Espantapájaros.
- Wogglebug (voz por J.P. Karliak): Un profesor insecto educado.
- Wally (voz por Kari Wahlgren): Mono alado con un ala.
- Crank (voz por Jess Harnell): El hermano de Wally.
- Dr. Pipt (voz por J.P. Karliak): También conocido como el mago torcido.
- Jack Calabaza (voz por J.P. Karliak): Una figura alta hecha de ramas de árbol para extremidades y cuerpo, y una calabaza tallada como cabeza.
- Candy Man (voz por Steve Blum)
- Hammerhead (voz por Steve Blum)
- Tik Tok

## Episodios
- Datos: Q29098215